# Derince (Kocaeli)
Derince est une ville et un district de la province de Kocaeli dans la région de Marmara en Turquie.

## Histoire
Derince